# Ymir (circonscription britanno-colombienne)
Pour les articles homonymes, voir Ymir (homonymie).
Circonscription électorale provinciale du Canada
Ymir est une ancienne circonscription provinciale de la Colombie-Britannique représentée à l'Assemblée législative de la Colombie-Britannique de 1903 à 1916.

## Géographie
La circonscription représentait le village et la région autour de Ymir, près de la ville de Trail, dans le sud-est de la province.
La circonscription apparaît à la suite de l'augmentation de la population de la région de la circonscription de West Kootenay South causée par le développement des mines d'argent et de galène. Les circonscriptions de Greenwood, Kaslo, Rossland, Grand Forks, Nelson City et Slocan apparaissent aussi durant cette période.

## Liste des députés
| Législature                         | Années    | Député | Député                   | Parti        |
| Ymir                                | Ymir      | Ymir   | Ymir                     | Ymir         |
| ----------------------------------- | --------- | ------ | ------------------------ | ------------ |
| 10e                                 | 1903–1907 |        | Harry Wright             | Conservateur |
| 11e                                 | 1907–1909 |        | James Hargrave Schofield | Conservateur |
| 12e                                 | 1909–1912 |        | James Hargrave Schofield | Conservateur |
| 13e                                 | 1912–1916 |        | James Hargrave Schofield | Conservateur |
| Circonscription abolie, voir Nelson |           |        |                          |              |